# نات فليشر
نات فليشر (بالإنجليزية: Nat Fleischer)‏ (3 نوفمبر 1887 بنيويورك في الولايات المتحدة - 25 يونيو 1972 بنيويورك في الولايات المتحدة) هو صحفي ومؤرخ وكاتب وملاكم أمريكي.

## روابط خارجية
- نات فليشر على موقع الموسوعة البريطانية (الإنجليزية)